# E/S Orcelle

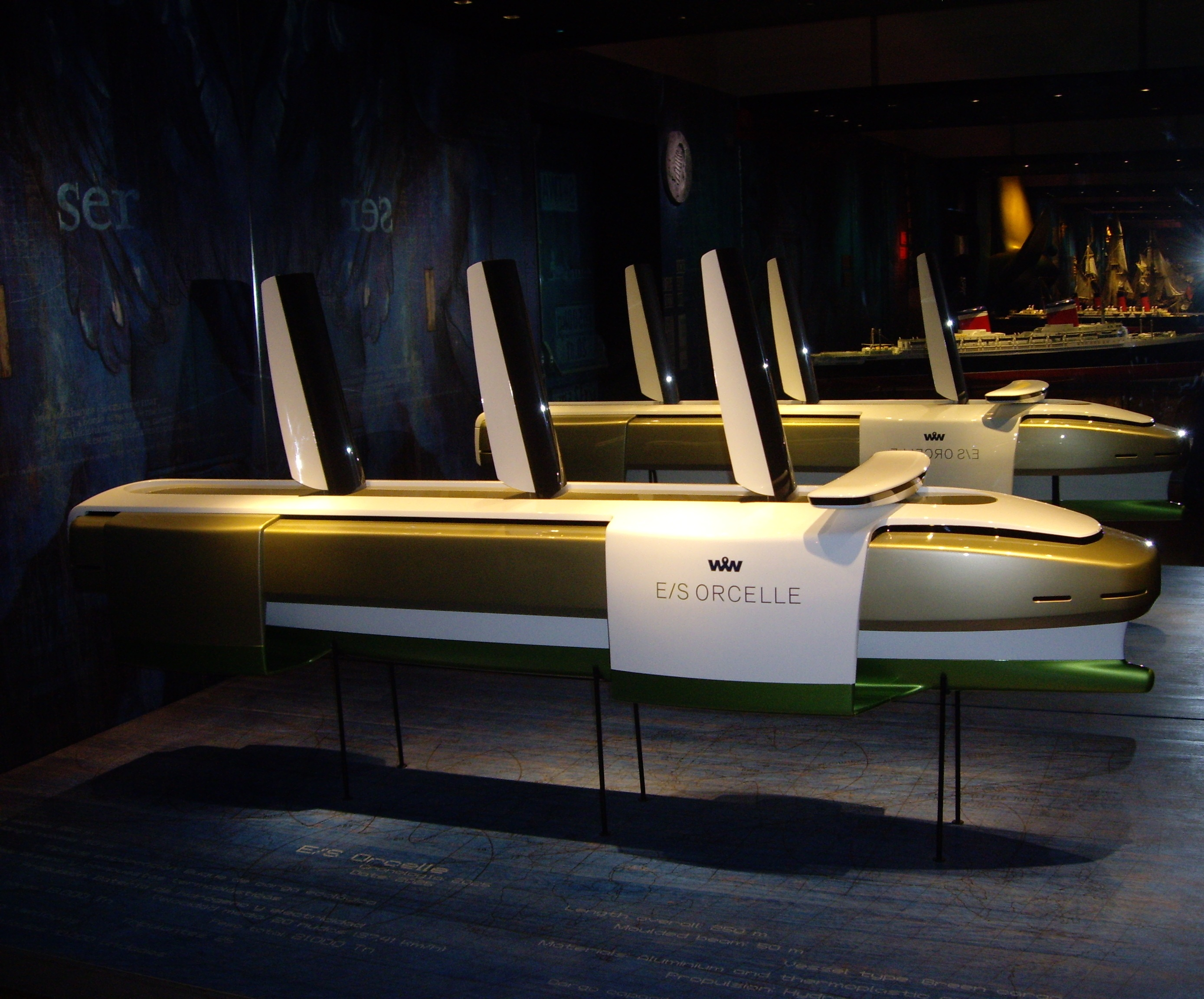
Maqueta del E/S Orcelle en el Pabellón de la Navegación de Sevilla

El E/S Orcelle es un proyecto de barco sostenible diseñado por la empresa Wallenius Wilhelmsen Logistic. Debe su nombre al delfín del río Irawadi, Orcaella brevirostris, y el E/S es sinónimo de buque ambientalmente sostenible.
Tiene capacidad para 100.000 vehículos. Estará equipado con un sistema de velas alta tecnología que recogerá la fuerza del viento y contará con una estructura que aprovechará el impulso de las olas para aumentar la potencia del barco. Las velas estarán, además, equipadas con paneles solares que cargarán las baterías de un motor eléctrico.
Se trata de un buque de carga de aluminio y compuestos termoplásticos. Tendría 250 metros de eslora y 50 de manga y en su propulsión se plantean también baterías de hidrógeno y electricidad. La velocidad media serían 20 nudos. Tendría una capacidad de carga de 13.000 toneladas y sus toneladas de desplazamiento serían 21.000 toneladas. Tendría espacio para 25 tripulantes.
- Datos: Q5816058

1. ↑  Web de Wallenius Wilhelmsen Logistic. «E/S Orcelle – the green flagship». Archivado desde el original el 16 de enero de 2013. Consultado el 14 de febrero de 2013.
2. ↑  Laverdad.es. «El ‘Orcelle’ será el primer barco comercial sostenible».